# 履坦徐氏民居
履坦徐氏民居又名佑启良模大厅，位于中国浙江省金华市武义县履坦镇履三村后份路1号、金武古道西侧，建于清代，传原为徐日璋故居。建筑坐北朝南，由门厅、正厅和两侧厢房组成，门厅和正厅各三间，门厅正面为牌坊式大门，明间梁架七檩四柱前后单步，正厅明间梁架九檩四柱前后双步，厢房各六间带二弄，其中一弄为楼梯间，南面设马头墙。